# Rally Trophy
Rally Trophy es un videojuego de carreras de rally de 2001 desarrollado por Bugbear Entertainment y publicado por JoWooD Productions para Microsoft Windows.

## Jugabilidad
Se conduce el camino a través de 5 países y 42 etapas en la elección de 11 autos antiguos como Mini Coopers y Ford Escorts (más disponibles para descargar desde el sitio web del juego) en este juego de rally.
Antes de subirse al coche el jugador debe dirigirse al 'área de servicio', para poner a punto el coche. Las relaciones de la caja de cambios, las suspensiones y una selección de otros 'ajustes' están disponibles. Se incorporan la física de colisión y un modelo de daño que afecta el manejo.
Además, está disponible una opción multijugador, en que el jugador se enfrenta a hasta 5 oponentes.

## Recepción
| Recepción |              |
| --- | ------------ |
| Puntuaciones de reseñas Evaluador Calificación Metacritic 82/100 [ 1 ] Puntuaciones de críticas Publicación Calificación Computer Games Magazine [ 2 ] Computer Gaming World [ 3 ] Eurogamer 7/10 [ 4 ] GameSpot 8.7/10 [ 5 ] GameSpy (favorable) [ 6 ] GameZone 9/10 [ 7 ] IGN 7.6/10 [ 8 ] Jeuxvideo.com 15/20 [ 9 ] PC Gamer EEUU 89% [ 10 ] PC Zone 80% [ 11 ] |              |
| Puntuaciones de reseñas |              |
| Evaluador | Calificación |
| Metacritic | 82/100       |
| Puntuaciones de críticas |              |
| Publicación | Calificación |
| Computer Games Magazine | [ 2 ]        |
| Computer Gaming World | [ 3 ]        |
| Eurogamer | 7/10         |
| GameSpot | 8.7/10       |
| GameSpy | (favorable)  |
| GameZone | 9/10         |
| IGN | 7.6/10       |
| Jeuxvideo.com | 15/20        |
| PC Gamer EEUU | 89%          |
| PC Zone | 80%          |

Rally Trophy recibió reseñas "favorables" según el sitio web review aggregator Metacritic. La revista finlandesa de juegos Pelit resumió que "Rally Trophy establece el estándar para todos los futuros juegos de conducción. Los gráficos son absolutamente asombrosos y la falta de modos de juego inspiradores se compensa con la pura emoción de conducir coches que se comportan de forma única y realista. Imprescindible para todos los aficionados a los rallyes".
IGN resumió que "Rally Trophy es un juego excelente que ofrece una alternativa inusual a las ofertas más tecnológicas como McRae y Pro Rally". Varios críticos compararon el juego con Grand Prix Legends, incluidos Pelit, IGN y GameSpot.
GameSpot presentó Rally Trophy con su premio anual "Mejor juego de conducción para PC". El juego fue nominado para el premio de "PC Gamer US" al "Mejor juego de carreras de 2002", que finalmente fue para "NASCAR Racing 2002 Season".
El juego vendió más de 650.000 copias.